# POPS Worldwide
POPS là đơn vị dẫn đầu khu vực Đông Nam Á trong lĩnh vực nội dung giải trí kỹ thuật số và nhiều lĩnh vực khác. POPS được thành lập từ năm 2008. Trụ sở chính của POPS đặt tại Thành phố Hồ Chí Minh, Việt Nam, đồng thời POPS cũng đã có mặt tại Thái Lan, Singapore và Indonesia, dự kiến sẽ mở rộng sang thị trường Philippines trong năm 2021.
Tháng 6/2020, POPS Singapore chính thức trở thành trụ sở chính của POPS.
Các thương hiệu nổi bật trực thuộc POPS có thể kế đến như: POPS Kids, POPS Music, POPS TV, POPS Comic, POPS Anime, POPS eSports, POPS Chef....

## Phát triển ở đa thị trường
POPS có trụ sở chính đặt tại Thành phố Hồ Chí Minh, có chi nhánh tại Thái Lan, Singapore, Indonesia và dự kiến sẽ có mặt tại Philippines trong năm 2021.